# Ivalu
Ivalu (nach alter Rechtschreibung Ivalo) ist ein weiblicher Vorname.

## Herkunft und Bedeutung
Der Name Ivalu stammt aus dem Grönländischen und bedeutet „Sehne, Faden“. Der Name war 2011 in den Schlagzeilen, weil das vierte Kind des dänischen Kronprinzen Frederik auf die Namen Josephine Sophia Ivalo Mathilda getauft wurde.

## Namensträgerinnen
- Ivalo Abelsen (* 1971), grönländische Malerin, Grafikerin und Briefmarkenkünstlerin
- Ivalo Egede (1956–2020), grönländische Unternehmerin und Beamte
- Ivalo Frank (* 1975), dänisch-grönländische Regisseurin und Filmkünstlerin
- Josephine Sophia Ivalo Mathilda zu Dänemark (* 2011), dänische Prinzessin
- Julie Ivalo Broberg Berthelsen (* 1979), grönländische Sängerin, Fernsehmoderatorin und Schauspielerin, siehe Julie Berthelsen

## Sonstiges
- Ivalu (Film), ein Film von Anders Walter und Pipaluk K. Jørgensen (2023)
- Ivalu (Roman), ein Roman von Peter Freuchen (1931)